# اگرستان
اگرستان، روستایی از در دهستان فنوج بخش مرکزی شهرستان فنوج در استان سیستان و بلوچستان ایران است.
```
و بلوچستان]] 
ایران
 است.فامیل های روستایاگرستان نارویی شیرخانزهی هوت رخشانی بلوچ اگرستانی
```

## جمعیت
جمعیت این روستا براساس  سرشماری عمومی نفوس و مسکن در سال ۱۳۹۵، جمعیت آن زیر سه خانوار بوده‌است.